# Thomas Wijck

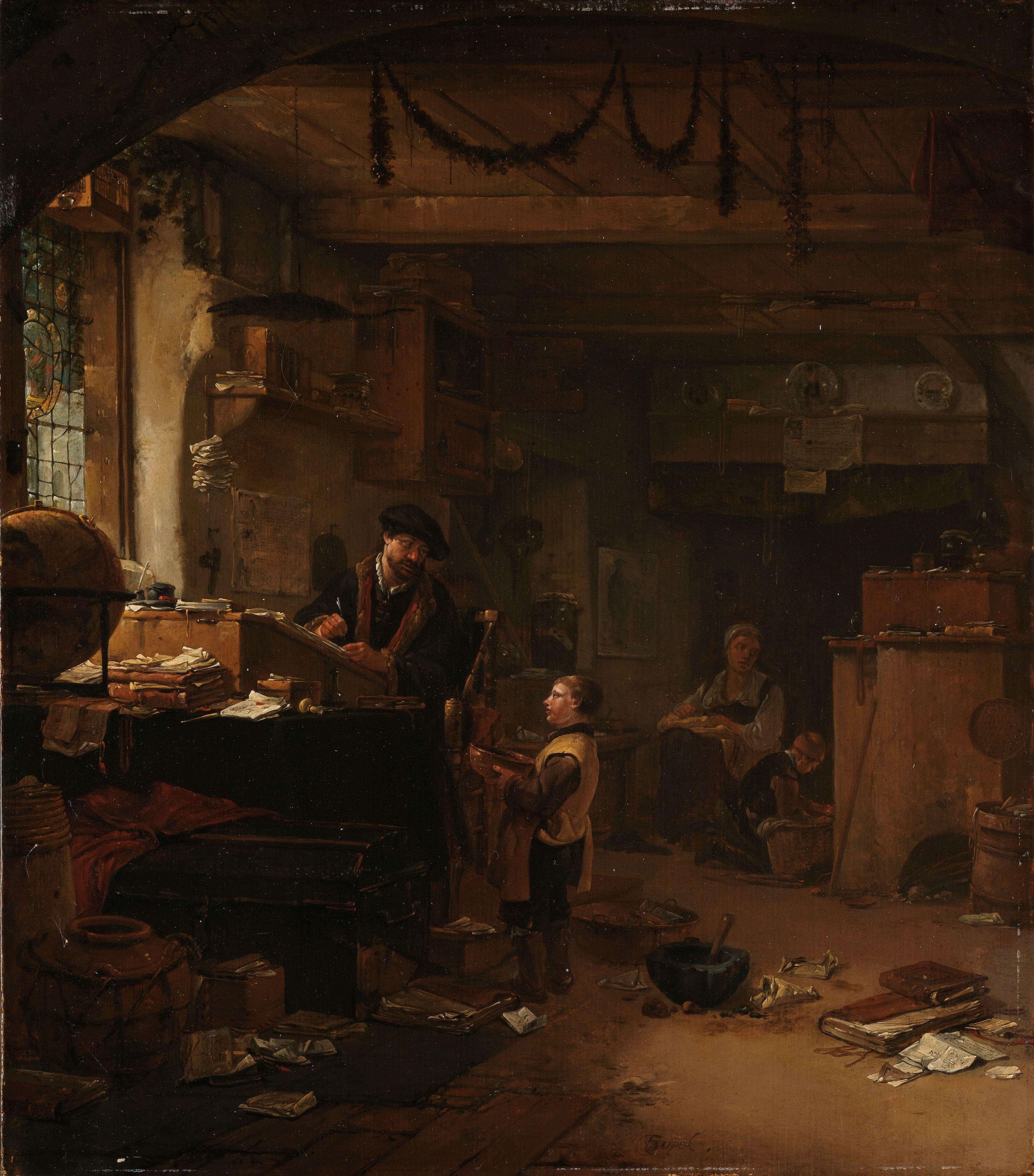
L'alquimista, oli sobre taula, 43 x 37,5 cm, Ámsterdam, Rijksmuseum.

Thomas Wijck   (Beverwijk, c. 1616 - Haarlem, 19 d'agost de 1677) fou un pintor i dibuixant barroc neerlandès especialitzat en pintura de gènere i paisatges italianizantes.

## Biografia
Membre d'una família d'artistes, cap a 1640 va viatjar a Itàlia i va passar algun temps a Nàpols on va dibuixar escenes de port i paisatges. De retorn a Holanda, el 1642 es va registrar en el gremi de pintors de Haarlem del que l'any 1660 va ser triat degà. Després de la restauració de la monarquia sota Carles II d'Anglaterra i d'Escòcia va viatjar a Anglaterra. Allí va assistir al gran incendi de Londres de 1666 i va dibuixar panorames de la ciutat abans i després d'ell. A partir de 1669 i fins a la seva mort se li documenta de nou amb residència a Haarlem. El 19 d'agost de 1677 va ser enterrat en la Grote Kerk de Haarlem.
Va tenir com a deixeble al seu fill, Jan Wyck (c. 1644-1702), especialitzat en paisatges amb cavalls.

## Obra
Thomas Wijck va arribar a aconseguir cert renom amb les seves vistes de ciutats i escenes de carrer, a vegades ornamentadas amb ruïnes romanes o amb figures caracteritzades amb vestidures orientals. Però la seva producció, molt abundant i dispersa, inclou juntament amb els paisatges italianizantes, els ports mediterranis i alguna vanitas, quadres de mitjà i petit format o de gabinet amb interiors escassament il·luminats i multitud d'objectes desordenats, habitats per un reduït nombre de figures lliurades al treball en el teler o a l'estudi, com a filòsofs i alquimistes, assumpte aquest molt repetit en la seva producció i del que es conserven exemplars en el Rijksmuseum d'Amsterdam, a l'Ermitage de Sant Petersburg, la National Gallery of Victoria de Melbourne i el Museu Casa Natal de Jovellanos de Gijón, entre d'altres.